# 隼田登志夫
隼田 登志夫（はやた としお、1955年7月19日 - ）は、日本の実業家。マツモトキヨシ代表取締役社長を務めた。

## 人物・経歴
1979年國學院大學法学部法律学科卒業、マツモトキヨシ入社。商品部長、店舗運営部長を経て、2002年取締役店舗運営部長に昇格。2003年取締役薬粧本部長。2004年取締役店舗運営本部長。2005年取締役営業本部長。2007年取締役ファーマシー事業本部長。2008年常務取締役。2009年から代表取締役社長を務め、新業態「H&B Place」の展開などにあたった。